# Petroleros de Minatitlán
Les Petroleros de Minatitlán sont un club mexicain de baseball de la Ligue mexicaine de baseball située à Minatitlán. Les Petroleros évoluent à domicile au Parque 18 de marzo de 1938, enceinte de 7500 places.